# Beštiny
Beštiny jsou geomorfologický podcelek Bílých Karpat. Nejvyšší vrcholem je Nová hora (629 m n. m.).

## Polohopis
Podcelek leží jihozápadně od centrální části Bílých Karpat a svou severozápadní částí kopíruje státní hranici. Na území Slovenska sousedí pouze s podcelky vlastního pohoří: na východě navazuje Lopenícka hornatina, jižním směrem leží Bošácke bradlá a západním směrem pokračují Bílé Karpaty podcelkem Javorinská hornatina. 

## Ochrana přírody
Celý rozlohou nevelký podcelek je součástí CHKO Bílé Karpaty, z maloplošných chráněných území zde leží:
- Bestinné - přírodní památka
- Lopeníček - přírodní památka
- Grúň - přírodní památka
- Mravcové - přírodní památka [2]

## Doprava
Jihozápadním okrajem území vede významná silniční komunikace na Moravu, silnice I / 54 ( Nové Mesto nad Váhom - Veselí nad Moravou).